# Stigmella ulmiphaga
Stigmella ulmiphaga is een vlinder uit de familie dwergmineermotten (Nepticulidae). De wetenschappelijke naam is voor het eerst geldig gepubliceerd in 1942 door Preissecker.
De soort komt voor in Europa.